# A Land for All
A Land for All, en français Une terre pour tous ( arabe : بلاد للجميع, hébreu : ארץ לכולם  , anciennement connu sous le nom de Deux États, une patrie) est un mouvement israélo-palestinien comprenant des Israéliens juifs, des citoyens palestiniens d'Israël et des Palestiniens, qui propose une confédération à deux États indépendants comme solution au conflit israélo-palestinien. L'idée de confédération tente de concilier les solutions à un État et à deux États. La principale différence avec la solution à deux États est l'ouverture des frontières entre les États palestinien et israélien, sur le modèle de l'Union européenne. Les deux États partageraient des institutions communes pour traiter les questions relatives aux ressources naturelles, à la coopération économique, aux droits de l'homme.
La solution à deux États selon le modèle des accords d'Oslo implique une séparation plus absolue ; la confédération binationale promue par A Land for All suppose une patrie partagée, et une unité territoriale. Les deux États souverains sont fondés sur des principes communs d’égalité, de liberté et de dignité.
Le mouvement est fondé en 2012 par l'Israélienne juive May Pundak et la citoyenne palestinienne d'Israël Rula Hardal. Le mouvement est né d’une série de rencontres entre Meron Rappaport, journaliste israélien, et Awni Al-Mahshni, activiste palestinien. Des journalistes, des universitaires et des militants palestiniens et israéliens se sont progressivement joints au mouvement.
A Land for All est membre de l'Alliance pour la paix au Moyen-Orient (Alliance for Middle East Peace (en), groupe d'une centaine d'ONG qui œuvrent à la réconciliation des Israéliens et des Palestiniens), et a remporté le Prix du Luxembourg pour son soutien exceptionnel à la paix en 2021.

## Critique de la solution à deux États
La cofondatrice de A Land for All, May Pundak, est la fille de Ron Pundak, un des négociateurs des accords d'Oslo de 1993 qui devaient permettre une solution à deux États et favoriser la paix. May Pundak, avocate spécialiste des droits de l'homme, a une vision critique des accords d'Oslo. « La solution à deux États est devenue une coquille vide », déclare-t-elle. Cette solution « a commencé comme une promesse de liberté et de libération pour les Palestiniens, mais elle a produit de multiples systèmes d'agression, un manque d'espoir, un manque de vision et un manque d'avenir. »

## Proposition de confédération à deux États
Selon la proposition de A Land for All, Israël-Palestine serait une unité territoriale singulière, avec deux États indépendants délimités selon la frontière de la Ligne verte (de 1949) formant une confédération,. La proposition du mouvement s’inscrit dans une évolution plus large en faveur d’un partenariat entre Israéliens et Palestiniens, plutôt que d’une séparation stricte.
Les principes clés du mouvement abordent de nombreuses sources de tension existantes dans le conflit israélo-palestinien et fournissent des lignes directrices pour les résoudre :

### Frontières ouvertes
Le mouvement postule et reconnaît que les Israéliens et les Palestiniens ont un lien  fort avec la terre dans son ensemble et devraient avoir accès à cette terre. Il propose que chaque État soit souverain et indépendant, mais relié à l'autre État par une frontière ouverte.

### Institutions partagées
Les systèmes de gouvernement dans les deux États seraient démocratiques. Les Palestiniens vivant en Israël auraient le droit de voter aux élections palestiniennes et les citoyens israéliens du futur État palestinien voteraient en Israël. Un certain nombre d’institutions seraient partagées par les deux États pour des questions qui affectent également les deux communautés (comme la gestion de l’eau, la gestion des épidémies, le tourisme, les finances). Les deux États détermineraient les pouvoirs accordés à chaque gouvernement individuellement et les questions à traiter conjointement.

### Droit des réfugiés palestiniens au retour dans leur patrie
Reconnaissant le préjudice causé par l’expulsion des Palestiniens de leur patrie historique, le futur État palestinien aurait le droit souverain d’accorder aux réfugiés palestiniens le droit au retour tandis que les juifs de la diaspora conserveraient le droit de retourner en Israël. Selon la proposition du groupe, les réfugiés palestiniens pourraient retourner en Israël, mais resteraient citoyens de Palestine, et les colons israéliens vivant en Palestine resteraient citoyens d'Israël. Les Arabes israéliens seraient des citoyens à double nationalité des deux États.

### Colonies israéliennes
Les colons israéliens vivant actuellement - de manière illégale - dans les territoires palestiniens occupés deviendraient des résidents israéliens de Palestine, à condition qu’ils acceptent et respectent la loi souveraine palestinienne. Les citoyens israéliens en Palestine bénéficieraient d’un statut de résident avec des droits associés, notamment le droit de voter pour les autorités locales ; de manière symétrique, les citoyens palestiniens résidant en Israël auraient les mêmes droits. Toutefois, la liberté des Israéliens de résider en Palestine serait mise en œuvre progressivement afin d’éviter de submerger l’État palestinien de citoyens israéliens.
Le plan met l’accent sur la cessation de l’expansion des colonies israéliennes en Cisjordanie, reconnaissant le préjudice causé à la population palestinienne par l’expropriation des terres.
Il n’y aurait pas de présence militaire israélienne dans l’État palestinien. Au lieu de cela, les deux États développeraient des services de sécurité partagés.

### Jérusalem
Jérusalem serait la capitale des deux États et serait partagée. Elle serait gérée par des autorités internationales et des représentants religieux.

### Sécurité
La responsabilité de la sécurité serait pleinement assurée sur le territoire souverain de chaque pays, avec un partenariat de sécurité solide entre les deux États. Ce projet inclurait des forces de sécurité indépendantes opérant uniquement sur leurs territoires respectifs.
Toutefois les deux pays coopéreraient étroitement sur les questions de sécurité, de renseignement et de police. Tout en favorisant la libre circulation des personnes entre Israël et la Palestine, les deux pays se réserveraient le droit de refuser l’entrée aux individus hostiles et de procéder aux contrôles aux frontières nécessaires pour assurer la sécurité sans compromettre l’ouverture des frontières. Israël et la Palestine s’engageraient tous deux à respecter les accords de démilitarisation, exprimant ainsi leur engagement mutuel en faveur de la sécurité et de la sûreté de tous les citoyens, quelle que soit leur origine ethnique.
Les conflits entre les deux États seraient résolus soit par une assemblée israélo-palestinienne commune, soit par un tribunal conjoint des droits de l’homme. Il y aurait une sorte d’institution de sécurité partagée, mais chaque État maintiendrait ses propres forces de sécurité.

### Citoyenneté et égalité
L'objectif serait de révoquer les lois discriminatoires et de promouvoir une répartition équitable des ressources, l’accès à la terre et des résolutions juridiques pour la construction, y compris la reconnaissance des communautés bédouines du Néguev.

## Critique
Edo Konrad de Israel Forum Policy (en) considère dans +972 Magazine que l'idée de confédération risque de ne pas être acceptée par les autorités israéliennes qui ne veulent pas de frontières ouvertes. Israël refuse même la présence d’une force américaine ou internationale en Cisjordanie - présence envisagée dans des projets de paix antérieurs -, ainsi il est peu vraisemblable selon lui que l'État hébreu consente à partager le contrôle de ses frontières avec les Palestiniens, pour des raisons de sécurité.
Quant aux Palestiniens, ils ne devraient pas non plus accepter, d'après cet analyste de Israel Forum, la présence sur leur territoire de colons israéliens fermement opposés à l'existence de l'État palestinien même où ils résident ; ces colons pourraient être considérés comme une menace pour la sécurité des Palestiniens.
De plus, dans un modèle confédéral, la forte inégalité économique entre Israéliens et Palestiniens risque de provoquer une dynamique favorisant une domination israélienne, et de faire glisser les Palestiniens dans une position de partenaire secondaire au sein des institutions supranationales.